# L'elenco telefonico di Atlantide
L'elenco telefonico di Atlantide è il primo romanzo dello scrittore friulano Tullio Avoledo. 
Il romanzo raccoglie diversi generi dal giallo al fantastico. Venne pubblicato nel 2003 dalla casa editrice Sironi Editore e ripubblicato nello stesso anno dalle edizioni Einaudi, nella collana Einaudi tascabili.
Con questo romanzo Tullio Avoledo ha vinto il premio "Forte Village-Montblanc Scrittore emergente dell'anno".

## Trama
Giulio Rovedo lavora come legale per una piccola banca, la CCCTP - Cassa di Credito Cooperativo del Tagliamento e del Piave e abita nel cupo e misterioso condominio nominato Il Nobile di Pista Prima, una grande e importante città del nord-est d'Italia. In pochi giorni, Rovedo si trova al centro di una serie di vicissitudini all'apparenza frutto di una spietata normalità: la piccola banca per cui lavora sta subendo l'assorbimento da parte del grande gruppo di Bancalleanza e della casa madre di quest'ultima, la Covenant Foundation; la sua vita al Nobile è disturbata da un vicino molesto; la nuova responsabile del personale di Bancalleanza, Cecilia Mazzi, lo concupisce e riesce a informare la moglie di Giulio, che lo mette alla porta.
Rovedo si lascia convincere da due strani personaggi che tutto ciò non sia frutto del caso, ma che dietro ci sia un progetto planetario, pilotato dalla Covenant Foundation, volto a ritrovare l'Arca dell'Alleanza e far tornare al potere gli dei dell'antico Egitto. Secondo questa strana teoria, i sotterranei del Nobile potrebbero celare l'Arca, in quanto epicentro di accadimenti fuori dal comune come la scoperta d'una presunta fonte della giovinezza.

## Edizioni
- Tullio Avoledo, L'elenco telefonico di Atlantide, collana Questo e altri mondi, Sironi Editore, 2003,  p. 528.
- Tullio Avoledo, L'elenco telefonico di Atlantide, collana Einaudi tascabili, Giulio Einaudi Editore, 2003,  p. 504, ISBN 88-06-16689-1. 31 capitoli, più 4 interludi e 1 coda